# 立霧溪
立霧溪，（太魯閣語：、:36-37）是一條位於台灣花蓮縣的知名河川，因切割出落差達1千多公尺的太魯閣峽谷而聞名。此溪發源於中央山脈的奇萊北峰與合歡東峰之間的北坡。其中在天祥至錦文橋，此河段的河蝕地形就是太魯閣峽谷。支流不多，都集中在其上游區域。

## 地理
立霧溪總長約有55公里，流域面積有616.3平方公里，平均坡度1:32，最長支流為陶塞溪。建有不少橋樑，其中錦文橋是太魯閣峽谷的起點。立霧溪源頭來自海拔3000公尺以上中央山脈，流經55公里長的河道，流經錦文橋後形成沖積扇，在下游匯集一條支流砂卡礑溪，經過太魯閣大橋後注入太平洋海平面。下切浚深，河水湍急，落差甚大，形成不少瀑布，比如達歐拉斯瀑布。
2009年10月，立霧溪受到大雨沖刷山壁，土石崩落至溪谷阻塞河道，形成堰塞湖，不久便隨之沖破壩體。

## 生態
立霧溪流域因太魯閣峽谷以及涵蓋寒帶至熱帶之氣候，當地生態豐富。支流砂卡礑溪中雖少有特有種但洄游生物多。

## 歷史
立霧溪河口曾是砂金產地，據歷史記載可追溯到17世紀時，葡萄牙人曾在立霧溪河口發現砂金，從而吸引荷蘭人東部探金，後期也有漢人在此探勘金脈；據傳盛產金礦的「多羅滿」就是指立霧溪河口。其河口北側為得其黎海岸。現在立霧溪的源頭前往屏風山的半途仍有合歡金礦的遺跡。

### 名稱
關於立霧溪名稱的由來，太魯閣族人稱之（意為「大河」）、（意為「大小溪澗匯流成河」）。外人則以位在溪口北岸的太魯閣族崇德部落，原名太魯閣語：、社稱溪名：荷蘭東印度公司稱此溪為（又稱為 / ）；:36-37清代文獻以擢其力、得其黎漢語音譯；日治時以歷史假名遣「 Takkiri」音譯，當年促音符號沒有縮小，如促音改發音，正好以日文漢字「／ Tatsukiri」同音轉寫；戰後初期以漢字「達基利溪」、「塔次基里溪」音譯，後來才直接使用日文漢字為立霧溪。立霧溪源發合歡山、奇萊北峰、屏風山的源頭仍保留「塔次基里溪」的名稱。

### 聚落
1920年代，在天祥至慈母橋間有原住民族十數個社。1920至40年代，族人因日治政府集團移住計畫而逐漸遷出，至1941年底僅剩砂卡礑社等3社有人居住。1960年代，其餘3社也遷出該地。
部分居民在遷出後返回舊地開墾，有些在作物收成後離去。

## 水系主要河川

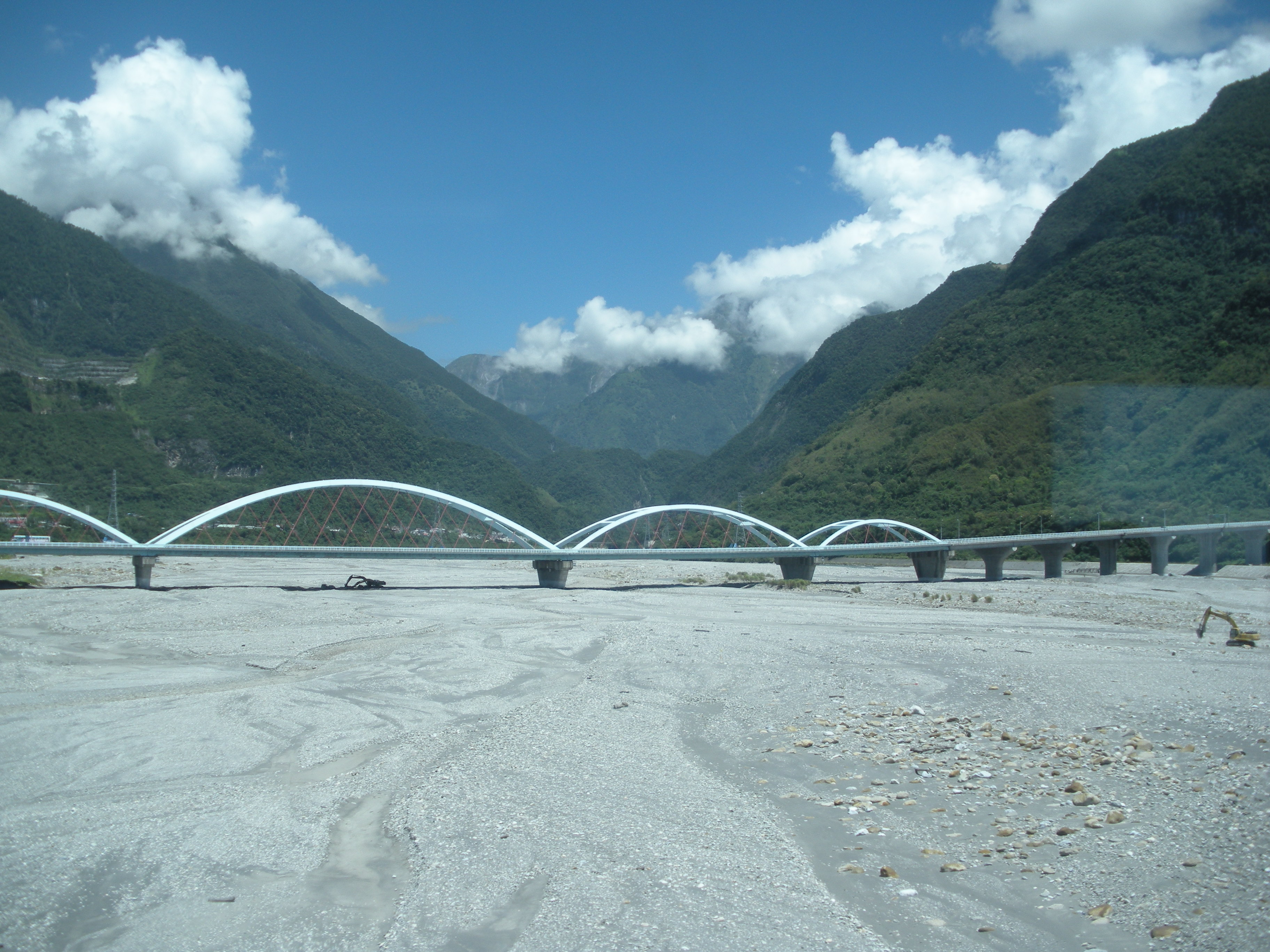
太魯閣大橋橫跨立霧溪。

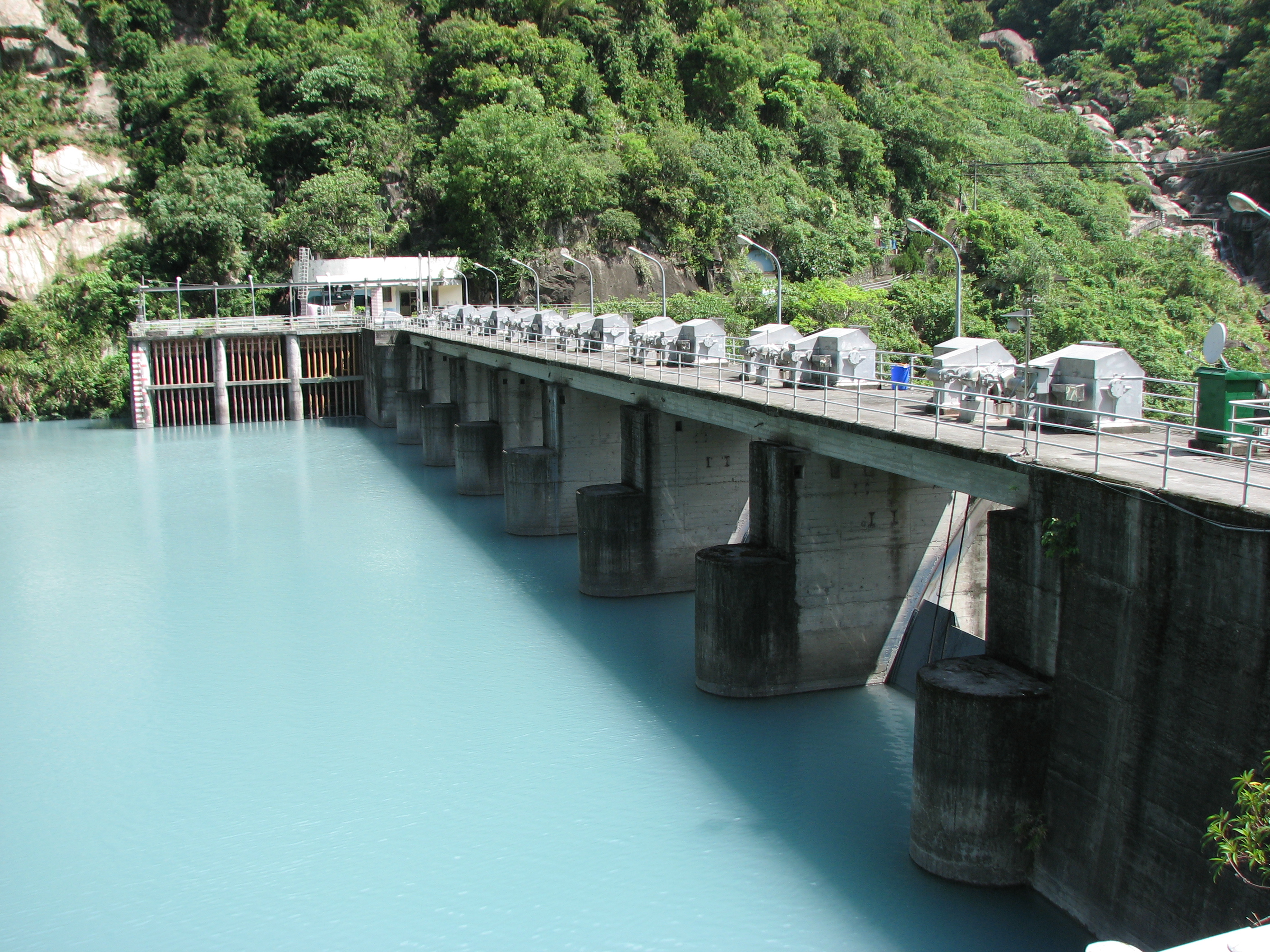
提供立霧發電廠發電用的溪畔壩。

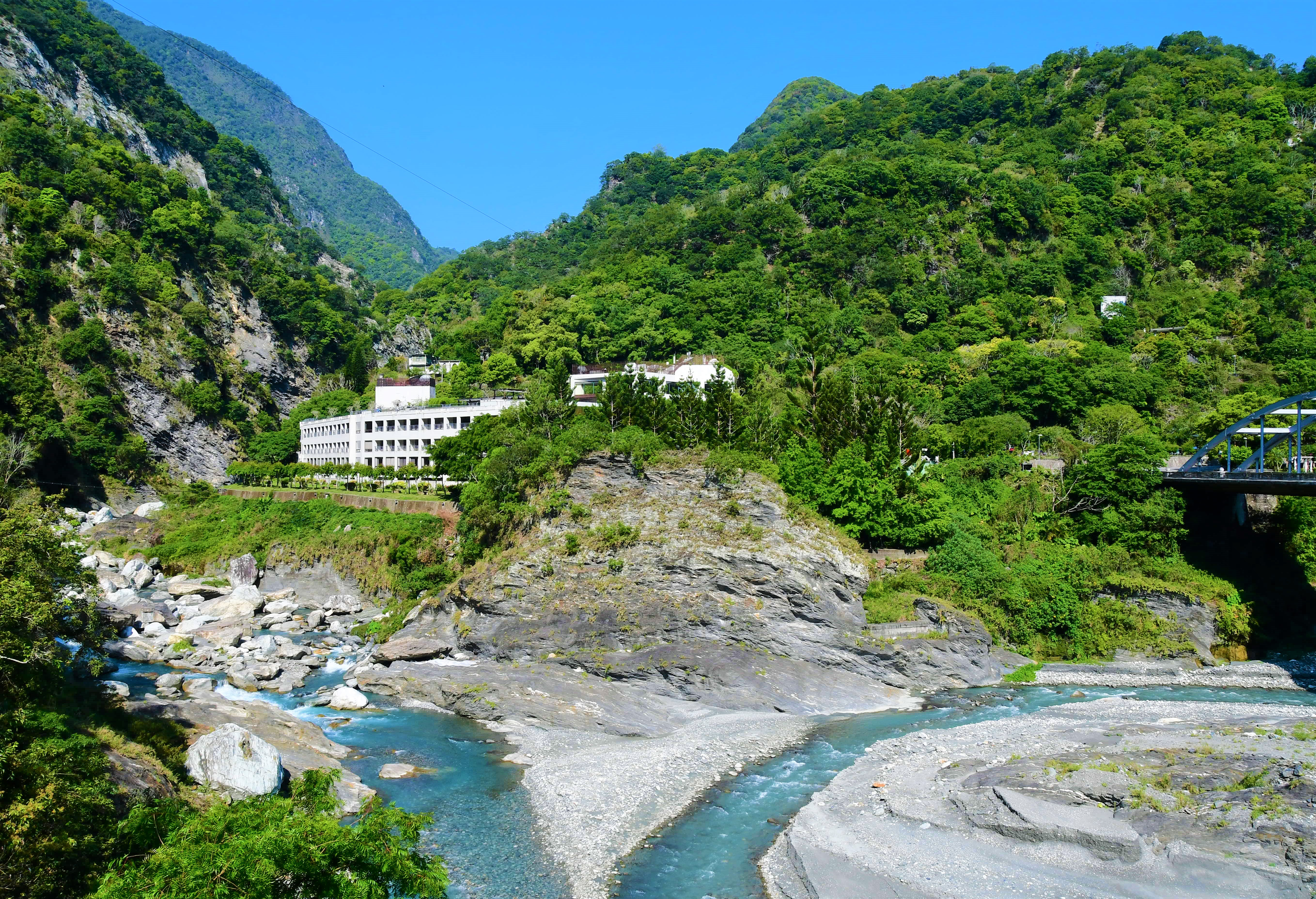
立霧溪(左)與大沙溪(右)交匯點。

- 立霧溪
  - 砂卡礑溪（Yayung Skadan）
  - 達梓里溪
  - 白沙溪
  - 巴達岡溪
  - 魯丹溪
  - 荖西溪（Yayaung Baku）
  - 大沙溪
    - 小瓦黑爾溪
    - 陶塞溪（Yayung Towsay）

  - 瓦黑爾溪（Yayung Wahri）
    - 華綠溪（Yayung Skwayan）

  - 三棧溪
  - 慈恩溪
  - 托博闊溪（Yaynug Tpuqu）
  - 塔次基里溪

## 主要橋樑

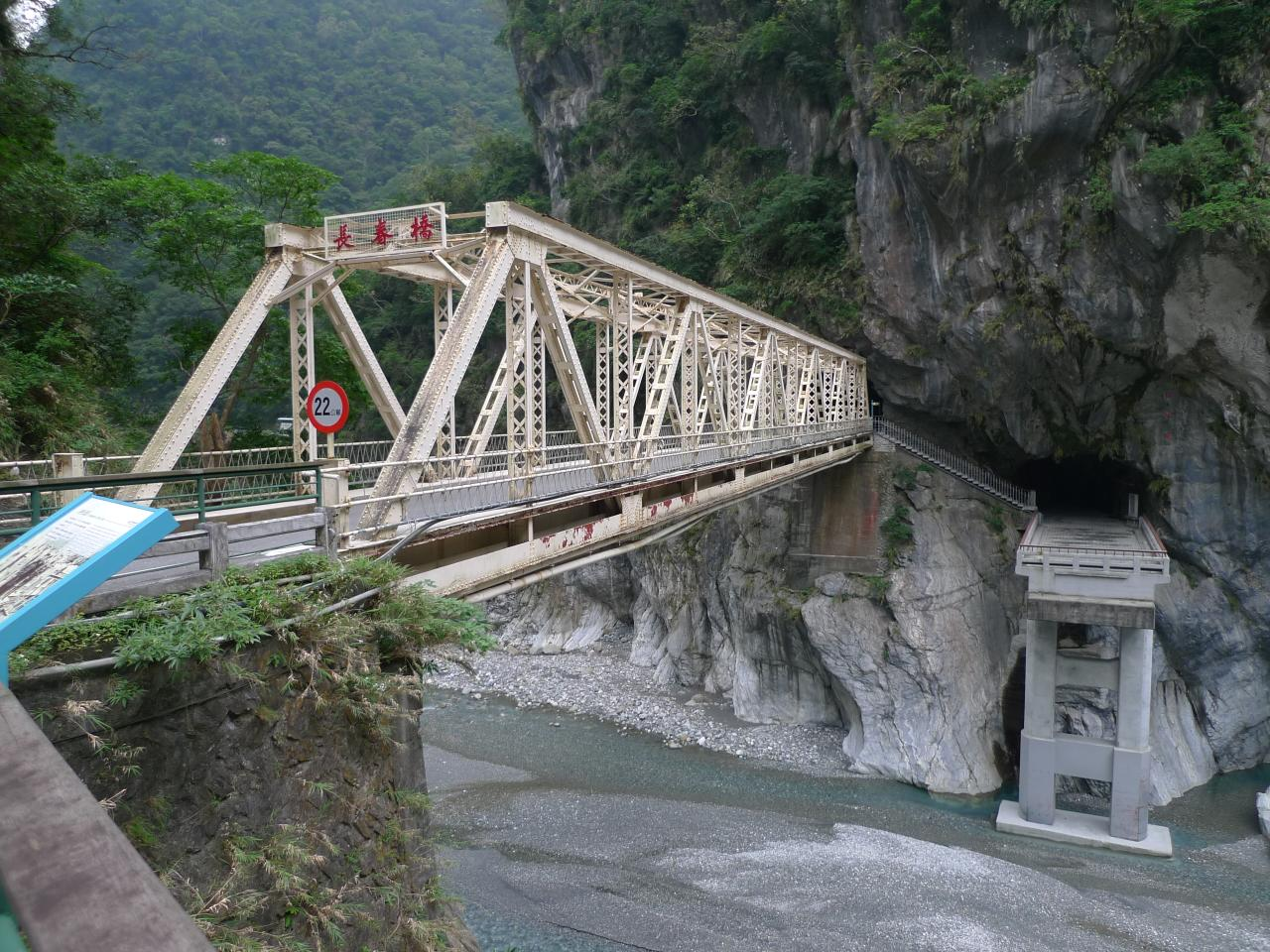
長春橋

以下由河口至源頭列出主流上之主要橋樑：
- 台鐵立霧溪橋（台鐵北迴線）
- 太魯閣大橋（省道台9線）
- 錦文橋（鄉道花2線）
- 新長春橋（省道台8線）
- 長春橋
- 寧安橋（省道台8線）
- 白沙二橋（省道台8線）
- 白沙一橋（省道台8線）
- 山月吊橋
- 錐麓吊橋
- 流芳橋（省道台8線）
- 普渡橋

## 圖片集

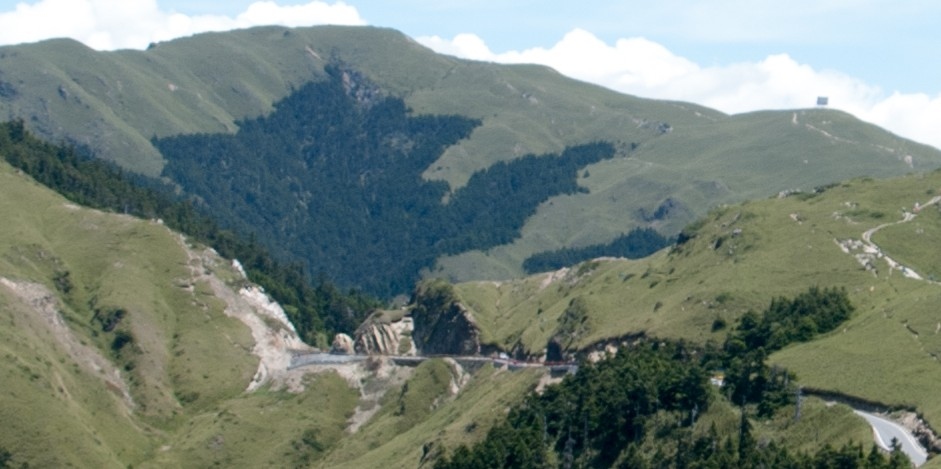
位於立霧溪上游的克難關受向源侵蝕而形成崩壁。
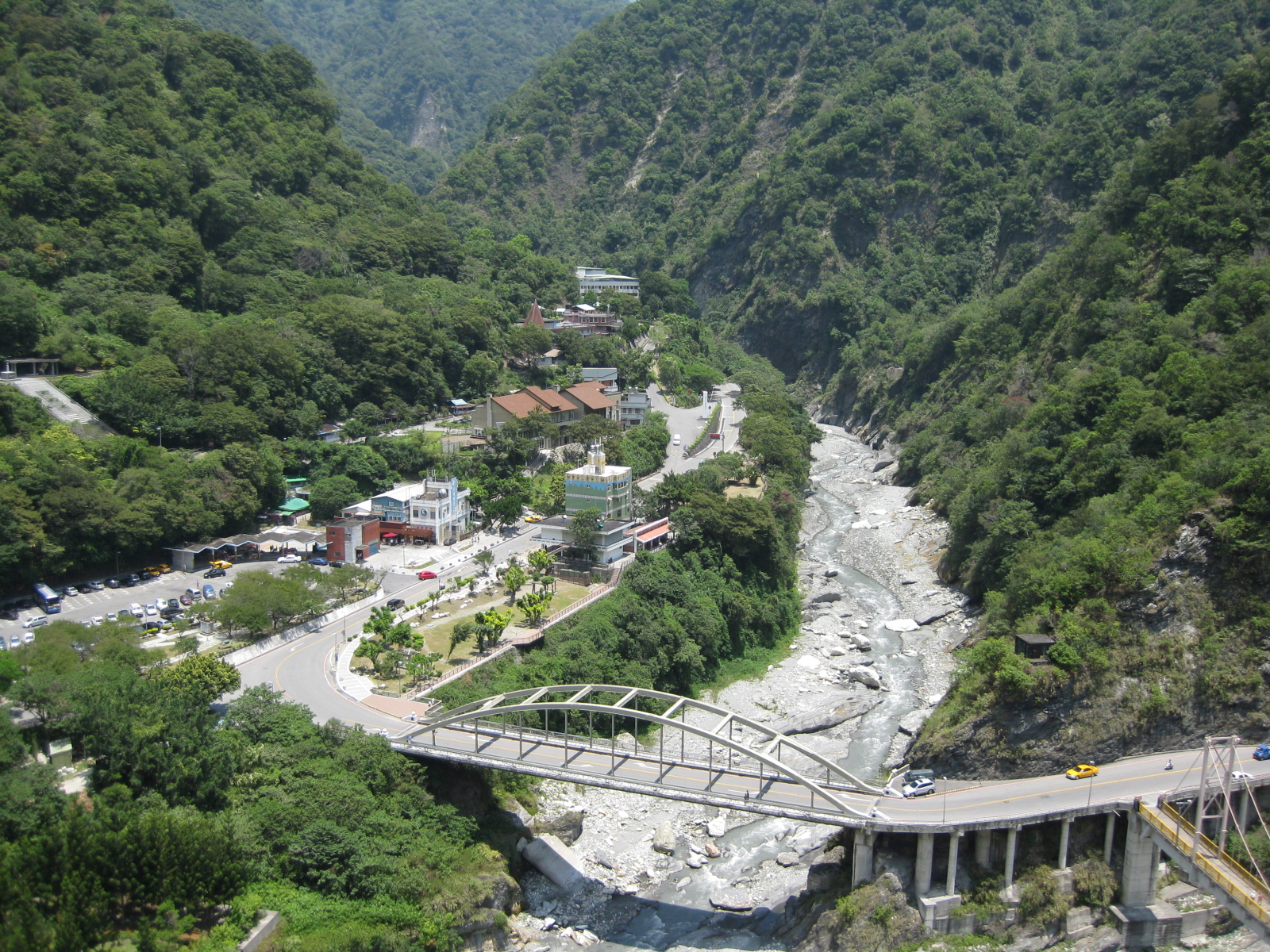
從天峰塔俯瞰大沙溪谷與天祥河階。
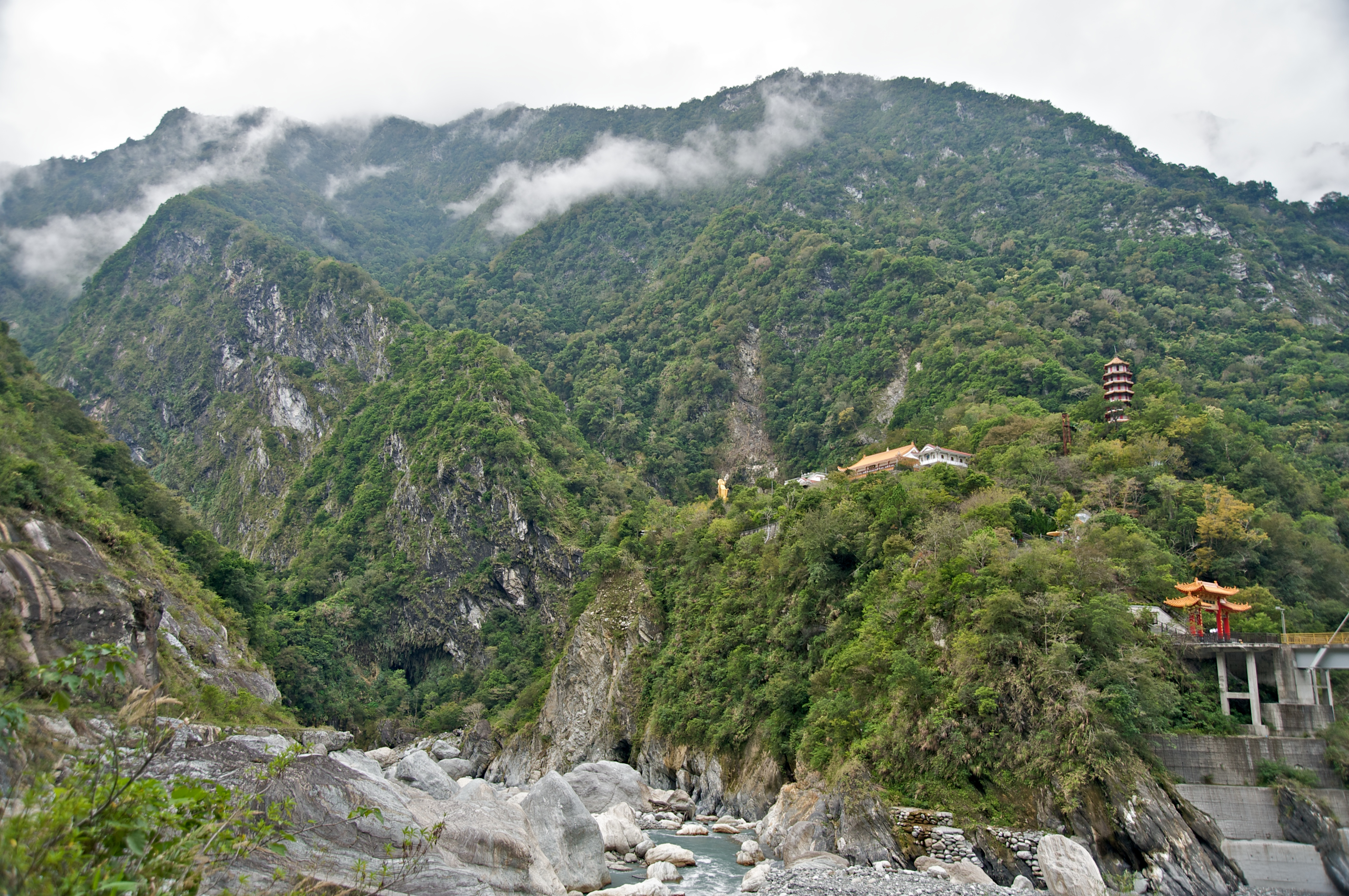
位於臺灣中橫公路的太魯閣國家公園景色。圖右是位於天祥的祥德寺。
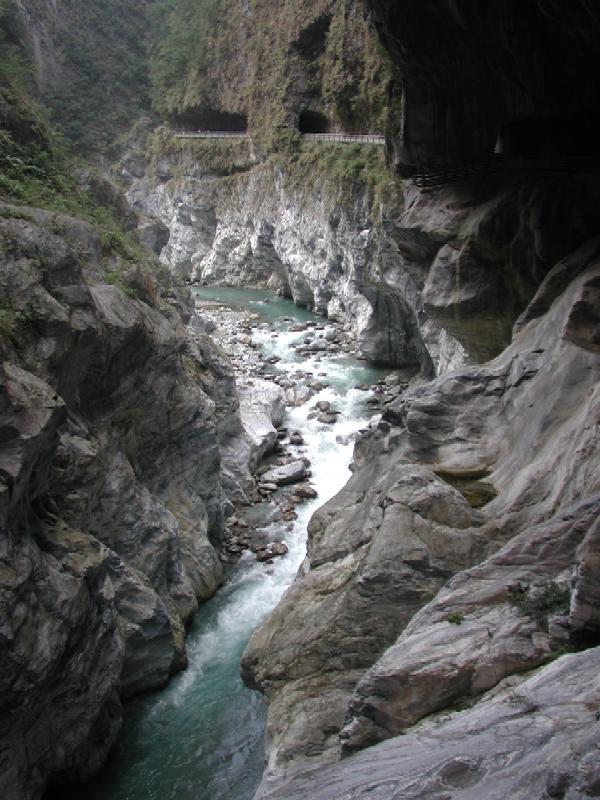
太魯閣峽谷。
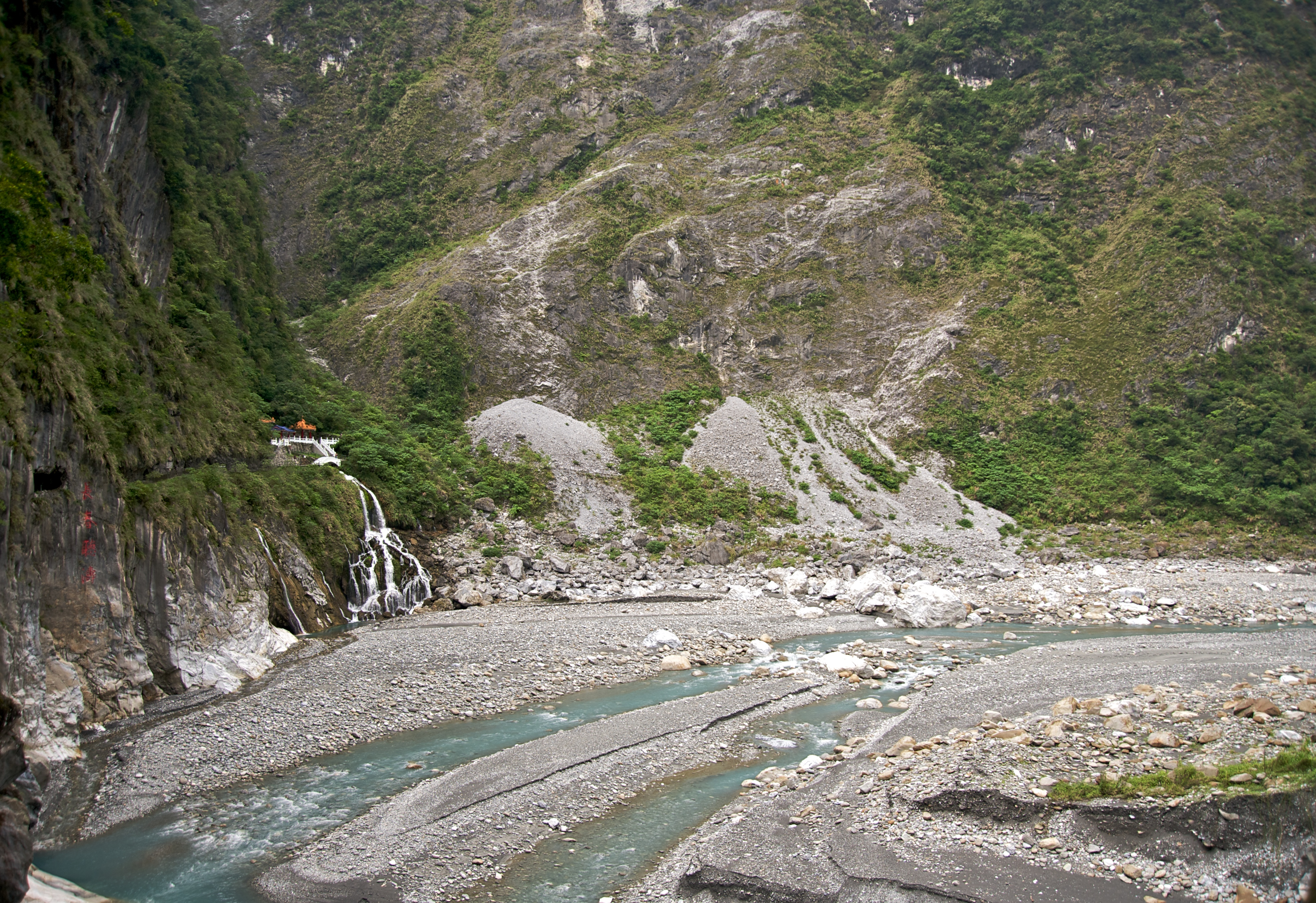
長春祠位於立霧溪曲流的攻擊坡頂點上。
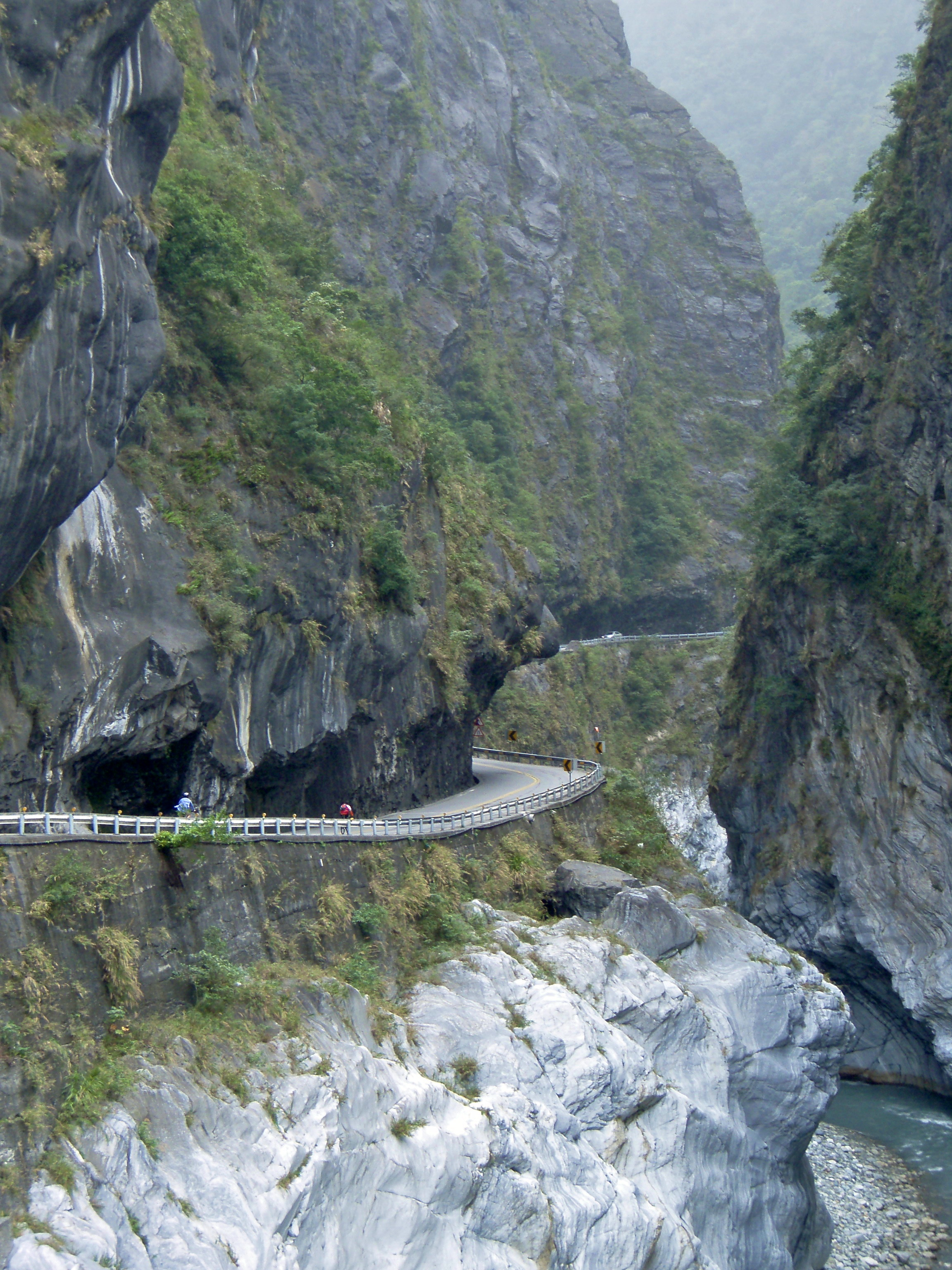
太魯閣峽谷。
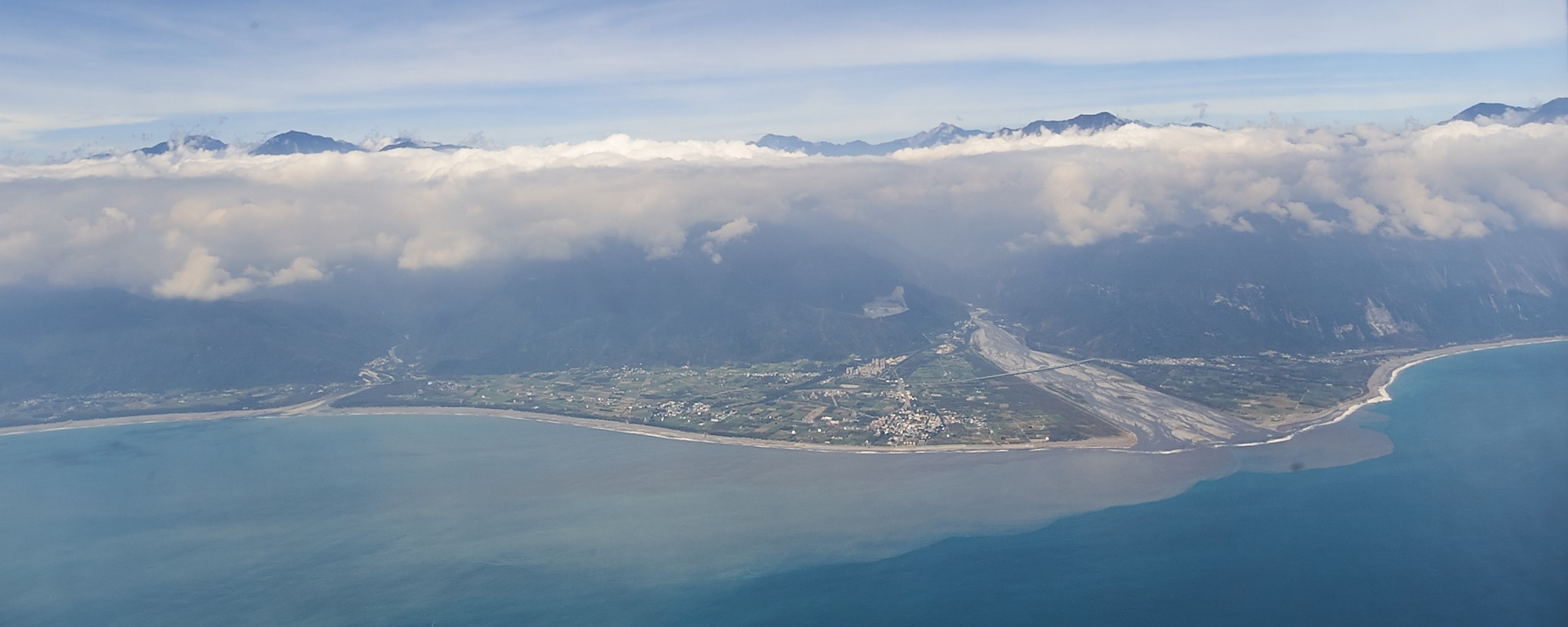
立霧溪出海口

## 延伸閱讀
- 林孟龍、王鑫著，《台灣的河流》台北縣新店市：遠足文化，2002。ISBN 957-30493-8-4

## 外部連結
- 經濟部水利署全球資訊網-立霧溪